# Pierre Frondaie
Pierre Frondaie est un poète, romancier et auteur dramatique français, né le 25 avril 1884 à Paris, et mort le 25 septembre 1948 à Vaucresson, Hauts-de-Seine.

## Biographie
Pierre Frondaie, nom de plume d'Albert René Fraudet, naît en 1884 à Paris, boulevard Malesherbes, dans le 8e arrondissement, au sein d'une famille de la bourgeoisie aisée. Dès l'adolescence, il commence à écrire et se consacre au thème qui définira sa carrière d'homme de lettres : l'amour et ses vicissitudes. Il fait son service militaire de 1903 à 1906, puis pendant la guerre du 3 avril 1917 au 10 mars 1919. Son succès vient tôt. Sarah Bernhardt sait reconnaître et encourager ses talents d'acteur et de jeune auteur dramatique, en montant sur les planches avec lui et en jouant une de ses pièces lors d'une tournée triomphale qu'elle effectue en Amérique. Il obtient la distinction de Chevalier de la Légion d'honneur en juillet 1920. En 1925, Pierre Frondaie publie le roman qui deviendra son best-seller, L'Homme à l'Hispano, traduit en 15 langues et dont l'adaptation sera également un succès en 1928 au Théâtre de la Renaissance, puis l'année suivante au Théâtre de la Madeleine à Paris. L'Homme à l'Hispano sera aussi porté deux fois au cinéma, par Julien Duvivier en 1926, et par Jean Epstein en 1933.
Frondaie attire vite l'attention de Hollywood, la capitale de l’industrie cinématographique qui a dix ans à peine. Les studios américains produiront plusieurs adaptations de ses romans pour le public anglophone du Jazz Age, avide de glamour sur grand écran.
En France, les talents d'écrivain de Frondaie sont reconnus par un large public, ainsi que par ses contemporains, des auteurs célèbres tel Pierre Louÿs, des académiciens comme Anatole France, Maurice Barrès ou Claude Farrère, dont il adapte avec succès certains écrits au théâtre. Dramaturge, il devient la coqueluche de la scène parisienne : des vedettes comme Polaire, Régina Badet ou Sylvie jouent ses pièces. Ses œuvres se jouent partout en Europe et franchissent même l'Atlantique. De Broadway à Hollywood, il connait la célébrité. On parle alors de Frondaie comme d’un phénomène littéraire.
De 1942 jusqu'à sa mort, Pierre Frondaie prend la direction du Théâtre de l'Ambigu à Paris et se consacre à la mise en scène, montant notamment ses propres pièces. À l'occasion, il donne la réplique à sa femme, l’actrice Maria Favella.
La vie privée de Pierre Frondaie pourrait être celle d'un personnage de ses romans ou de ses pièces, reflets de sa propre existence flamboyante. Il voyage beaucoup, réside entre Paris et Arcachon, fréquente assidûment la Côte basque et évolue au sein du beau monde et de la communauté artistique des Années folles. Il est un des princes du glamour français de son temps. Il se marie quatre fois à des femmes indépendantes, hors du commun pour leur époque, mais n'aura pas d'enfant.
Sa première épouse, Jeanne Gillier, est une actrice de théâtre connue sous le pseudonyme de Michelle. Il en divorce pour se marier avec Madeleine Charnaux, une sculptrice, ancienne élève de Bourdelle, et aviatrice. Après une nouvelle séparation, Pierre Frondaie épouse l'écrivaine et avocate Jeanne Loviton, Jean Voilier de son nom de plume. Le mariage est à nouveau un échec. Pierre Frondaie se marie alors avec une actrice débutante au talent prometteur, Maria Favella, élève du Cours Simon, tout juste sortie du Conservatoire. C'est avec elle qu’il vivra le plus longtemps.
Si l'amour, ou le désir amoureux, et le rôle qu'il joue dans les comportements sociaux et les relations humaines occupent une place de choix dans l'œuvre de Pierre Frondaie, sans doute pourra-t-on l'expliquer par les deuils qui l'ont profondément marqué dès son plus jeune âge : la mort de sa mère à dix-sept ans, suivie, quelques mois après, de celle de son premier amour. Ces disparitions laisseront à jamais en lui la hantise de la perte de l’être aimé.
En 1948, Frondaie meurt foudroyé par une crise cardiaque à Vaucresson, banlieue résidentielle à l'ouest de Paris, dans la maison où il demeurait désormais avec Maria Favella. Il avait 64 ans. Il est inhumé au cimetière de Vaucresson. Maria Favella reprend alors les rênes du Théâtre de l'Ambigu et se révèle une étonnante femme d’affaires. Elle léguera par la suite les archives de Pierre Frondaie à la Ville d'Arcachon, qu'il affectionnait particulièrement et où il écrivit L'Homme à l'Hispano et d'autres succès.
P. Frondaie a habité, à Paris, au 14 rue des Marronniers et au 3 boulevard Suchet.

## Œuvres

### Romans
- 1907 : Les Fatidiques, Édition du « Monde Illustré ».
- 1909 : Tu seras roi, Librairie des Annales.
- 1911 : Contes Réels et Fantaisistes, Édition du « Monde Illustré ».
- 1925 : L'Homme à l'Hispano (d'après sa pièce La Marche au destin, 1924), Éditions le Festin.
- 1926 : L'Eau du Nil, Éditions Émile-Paul Frères, (adapté au cinéma par Marcel Vandal en 1928)
- 1928 : Deux fois vingt ans, Plon.
- 1929 : La Côte des Dieux, Éditions Émile-Paul Frères.
- 1929 : Auprès de ma blonde..., Éditions Émile-Paul Frères.
- 1930 : Béatrice devant le désir, Éditions Émile-Paul Frères.
- 1931 : Le Voleur de Femmes, Éditions Émile-Paul Frères.
- 1931 : Iris perdue et retrouvée, Éditions Émile-Paul Frères.
- 1932 : Zigoël, Éditions Émile-Paul Frères.
- 1933 : De l'Amour à l'Amour, Éditions Émile-Paul Frères.
- 1933 : La Femme de Iakof, Éditions Émile-Paul Frères.
- 1934 : Isabelle et les préjugés, Éditions Baudinière.
- 1934 : Cette femme qui fut divine..., Éditions Baudinière.
- 1935 : Quand le diable s'en mêle..., Éditions Baudinière.
- 1935 : Le Lieutenant de Gibraltar, Librairie Plon.
- 1936 : Port-Arthur, Librairie Plon.
- 1938 : Le Volontaire, Librairie Plon.
- 1941 : Ce que Bodley m'a raconté, Librairie Plon.
- 1942 : Montmartre, Éditions Baudinière.

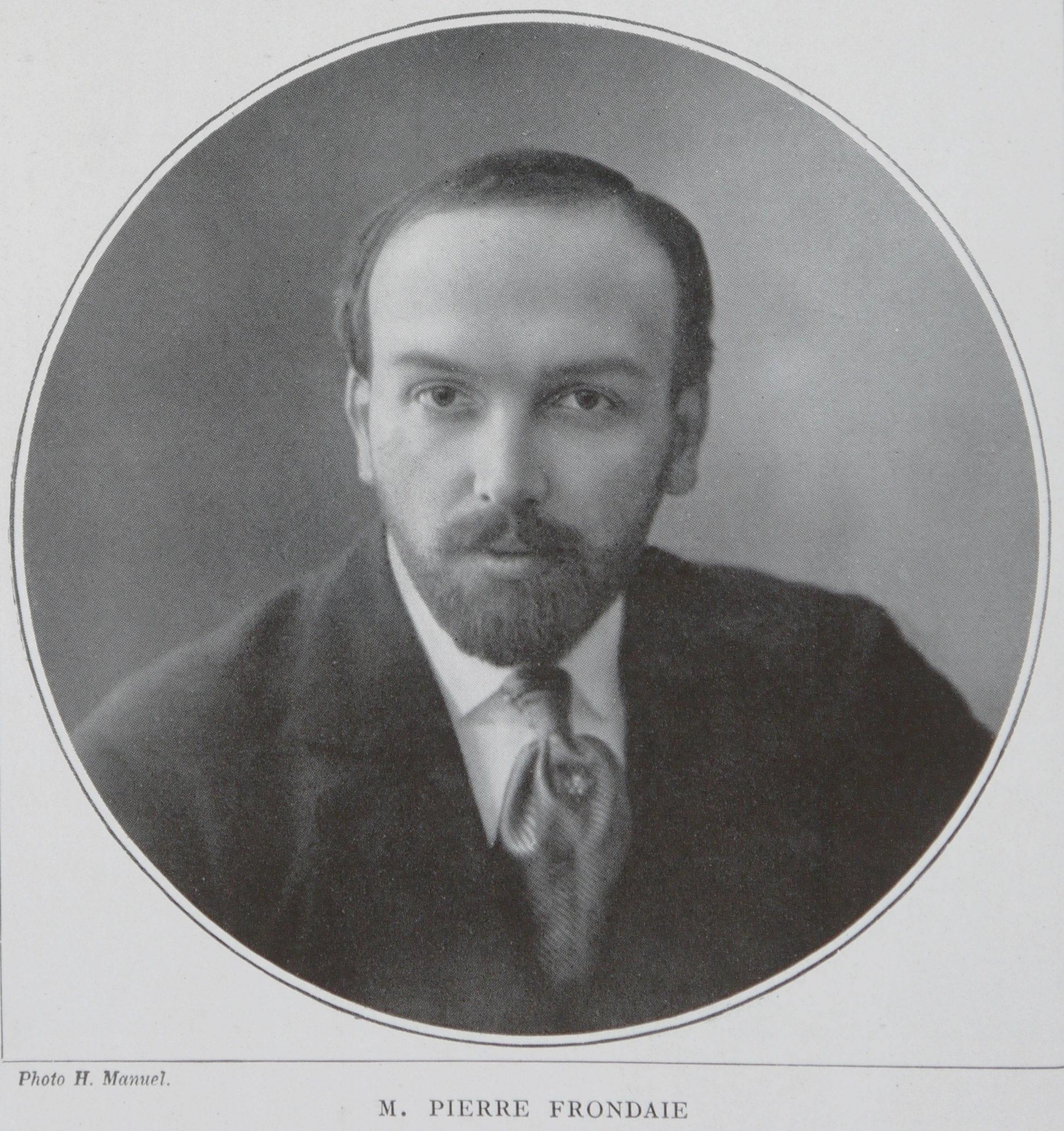
Pierre Frondaie en 1910, photographie de Henri Manuel, Le Théatre, no 287, décembre 1910.

### Théâtre
Représentations
- Montmartre, pièce en 4 actes, Théâtre du Vaudeville, novembre 1910.
- La Femme et le Pantin, pièce en 4 actes par Pierre Louÿs et Pierre Frondaie, Paris, Théâtre Antoine, 8 décembre 1910
- Blanche Câline, pièce en 3 actes, Théâtre Michel, 6 avril 1913
- La Maison cernée, pièce en 4 actes, Théâtre Sarah-Bernhardt, 11 décembre 1919 avec Mme Michelle (Jeanne Gillier) et Louis Gauthier
- Appassionata, pièce en 4 actes, Théâtre de la Porte-Saint-Martin, 22 octobre 1920
- Montmartre, pièce en 4 actes, théâtre du Nouvel-Ambigu, avril 1922
- Le Reflet, pièce en 4 actes, Théâtre Fémina, 9 juin 1922
- L'Insoumise, pièce en 4 actes, Théâtre Antoine, 3 octobre 1922 lire en ligne sur Gallica
- Le Fils de Don Quichotte, pièce en 4 actes, mise en scène de Charles Dullin, musique d'Henri Sauguet, avec Charles Dullin, Étienne Decroux, Madeleine Tambour, Paris, Théâtre de l'Atelier, 20 décembre 1930
- La Gardienne, pièce en 4 actes, Théâtre de la Porte-Saint-Martin, 31 octobre 1923
- La Marche au destin, pièce en 3 actes, Théâtre de la Renaissance, 21 mars 1924
- Les Amants de Paris, pièce en 4 actes, Théâtre Sarah-Bernhardt, 20 octobre 1927 avec Sylvie, Mady Berry, Harry Baur, Pierre Blanchar et Fernand Fabre
- L'Homme à l'hispano, Théâtre de la Renaissance, février 1928

Éditions
- 1907 : Rose Flamberge, Librairie Paul Ollendorff.
- 1911 : Montmartre, Librairie Charpentier et Fasquelle. Eugène Fasquelle, éditeur.
- 1911 : La Femme et le Pantin (En collaboration avec Pierre Louÿs), Librairie des Annales.
- 1913 : Blanche Câline, La Petite Illustration.
- 1913 : L'Homme qui assassina (d'après le roman de Claude Farrère), Librairie Paul Ollendorff.
- 1914 : Aphrodite (d'après le roman de Pierre Louÿs, Fontemoing & Cie.
- 1915 : Colette Baudoche (d'après le roman de Maurice Barrès), Émile-Paul Frères, éditeur.
- 1916 : Le Crime de Sylvestre Bonnard (d'après le roman d'Anatole France), Les Annales.
- 1920 : La Maison Cernée, Librairie théâtrale.
- 1921 : L'Appassionata, Librairie théâtrale artistique et littéraire.
- 1921 : La Bataille (d'après le roman de Claude Farrère), Librairie théâtrale.
- 1922 : Le Reflet, La Petite Illustration.
- 1923 : L'Insoumise, Librairie théâtrale.
- 1924 : La Gardienne, L'Illustration, 15 décembre 1923
- 1926 : La Menace, Librairie théâtrale.
- 1928 : Les Amants de Paris, L'Illustration, 24 janvier 1928

### Poésie
- 1907: Les Pierres de Lune. Les Bijoux de la morte. Quelques cailloux, Librairie Paul Ollendorff.
- 1916: Le prélude aux poèmes du Coq
- 1918: La Nuit sur le Rhin

## Adaptation au cinéma
- La Maison cernée, film réalisé par Victor Sjöström en 1922.
- L'Homme à l'Hispano, un film réalisé par Julien Duvivier en 1926 avec Huguette Duflos, Georges Galli et Acho Chakatouny.
- L'Eau du Nil, un film réalisé par Marcel Vandal en 1928 avec Jean Mura, Max Maxudian, Lee Parry.
- L'Homme qui assassina, film réalisé par Jean Tarride et Curtis Bernhardt en 1931.
- Fazil, film réalisé par Howard Hawks, adapté de la pièce L'insoumise, en 1928.
- L'Homme à l'Hispano, un film réalisé par Jean Epstein en 1933 avec Jean Murat, Marie Bell
- Iris perdue et retrouvée, un film réalisé par Louis Gasnier en 1934 avec Raymonde Allain, Edith Méra et Pierre Blanchar.
- Le Voleur de femmes, un film réalisé par Abel Gance en 1938 avec Jules Berry,  Blanchette Brunoy et Saturnin Fabre.
- Les loups chassent la nuit, d'après le roman Le Lieutenant de Gibraltar, un film réalisé par Bernard Borderie en 1952 avec Jean-Pierre Aumont, Carla Del Poggio et Fernand Ledoux.

## Filmographie partielle

### Comme scénariste
- 1910 : La Complice (ou L'Écharpe) d'Albert Capellani